# Alberto Bergossi
Alberto Bergossi (Forlì, 25 giugno 1959) è un procuratore sportivo ed ex calciatore italiano, di ruolo attaccante.

## Carriera
Bergossi inizia a giocare nelle giovanili della squadra forlivese della Pianta. Nel 1975 viene acquistato dal Russi. Il Bologna lo preleva subito per aggregarlo al proprio settore giovanile pagandolo 40 milioni, con la clausola che la società ravennate abbia diritto a incassarne altri 30 nel caso in cui il calciatore esordisca in prima squadra a meno di vent'anni di età, il che accade perché Bergossi debutta nella massima serie nel gennaio 1979 in Inter-Bologna (0-0).
Dopo una seconda presenza in prima squadra (Bologna-Ascoli 0-0), nel 1979 viene mandato in prestito al Palermo in Serie B. Al termine della stagione il Bologna rimanda il calciatore in prestito, stavolta alla SPAL. Al termine del campionato 1980-1981 la società ferrarese lo riscatta e Bergossi rimane ancora una stagione, sempre in Serie B.
Nel 1982 passa all'Avellino, in Serie A, dove si fermerà per altre due stagioni. Bergossi gioca poco più di metà delle partite segnando 5 reti, con due doppiette: una contro il Verona (1982-1983) e l'altra contro il Milan nella vittoria per 4-0 all'apertura del campionato 1983-1984.
Dall'Avellino passa nel 1984 al Bari contribuendo alla promozione in Serie A del 1984-1985. In Puglia il romagnolo resterà fino alla fine del campionato 1988-1989, con la sola parentesi del prestito in Serie C2 al Forlì dal dicembre 1987 a fine stagione. A Bari, a trent'anni dalla militanza in biancorosso è ancora ricordato il suo goal del 2-0 finale nel derby interno contro il Lecce il 30 settembre 1984, realizzato dopo aver dribblato quattro avversari negli ultimi quaranta metri di campo.
La carriera di Bergossi si conclude dopo due stagioni al Mantova, in Serie C1 e Serie C2.
In carriera ha totalizzato complessivamente 62 presenze e 6 reti in Serie A e 176 presenze e 19 reti in Serie B.
Appesi gli scarpini al chiodo, è diventato procuratore di giocatori. È avvocato.

## Palmarès

### Individuale
- Intrepido d'Oro: 1

1981-1982